# Cầu Monivong
Cầu Monivong là một cây cầu bắc qua sông Bassac đoạn chảy qua thủ đô Phnôm Pênh, Campuchia. Cây cầu nằm ở gần cuối Quốc lộ 2 ở phía nam Campuchia và nằm trên Quốc lộ 1 nối thủ đô đến miền đông Campuchia và Việt Nam.